# Eishockey bei den Südostasienspielen
Eishockey wurde bei den Südostasienspielen erstmals 2017 mit fünf Teilnehmern gespielt. Ein Eishockeywettbewerb steht auch 2019 wieder auf dem Programm. Dabei wird wie 2017 nur ein Herrenwettbewerb mit fünf Teilnehmern ausgespielt. Das für 2019 geplante Frauenturnier wurde abgesagt, nachdem sich nur drei potentielle Teilnehmer meldeten.

## Übersicht
| Jahr | Spiele | Austragungsort | Gold        | Silber   | Bronze      |
| ---- | ------ | -------------- | ----------- | -------- | ----------- |
| 2017 | SEA 29 | Kuala Lumpur   | Philippinen | Thailand | Malaysia    |
| 2019 | SEA 30 | Pasay          | Thailand    | Singapur | Philippinen |

## Medaillenspiegel
| Rang | Mannschaft  | Gold | Silber | Bronze | Gesamt |
| ---- | ----------- | ---- | ------ | ------ | ------ |
| 1    | Thailand    | 1    | 1      | –      | 2      |
| 2    | Philippinen | 1    | –      | 1      | 2      |
| 3    | Singapur    | –    | 1      | –      | 1      |
| 4    | Malaysia    | –    | –      | 1      | 1      |

## Platzierungen
| Nation            | Teilnahmen | Platzierungen | Platzierungen |
| Nation            | Teilnahmen | 2017          | 2019          |
| ----------------- | ---------- | ------------- | ------------- |
| Indonesien        | 2          | 5             | 5             |
| Malaysia          | 2          | 3             | 4             |
| Philippinen       | 2          | 1             | 3             |
| Singapur          | 2          | 4             | 2             |
| Thailand          | 2          | 2             | 1             |
|                   |            |               |               |
| Anzahl Teilnehmer | 5          | 5             | 5             |